# Prostygnidae
Famille
Les Prostygnidae sont une famille d'opilions laniatores. On connaît sept espèces dans quatre genres.

## Distribution
Les espèces de cette famille se rencontrent en Amérique du Sud.

## Liste des genres
Selon World Catalogue of Opiliones (01/10/2021) :
- Cutervolus Roewer, 1957
- Llaguenia Kury & Pérez-González, 2015
- Prostygnus Roewer, 1913
- Yania Roewer, 1914

## Publication originale
- Roewer, 1913 : « Die Familie der Gonyleptiden der Opiliones-Laniatores. » Archiv für Naturgeschichte, sér. A, vol. 79, no 4, p. 1–256 (texte intégral).